# Quadricalcarifera ardjuna
Quadricalcarifera ardjuna är en fjärilsart som beskrevs av Sergius G. Kiriakoff 1967. Quadricalcarifera ardjuna ingår i släktet Quadricalcarifera och familjen tandspinnare. Inga underarter finns listade.